# Mathon (Grisons)
Pour les articles homonymes, voir Mathon.
Mathon est une ancienne commune suisse du canton des Grisons, située dans la région de Viamala. Le 1er janvier 2021, elle est absorbée par Muntogna da Schons.